# NGC 1632
NGC 1632 è una galassia lenticolare situata nella costellazione dell'Eridano, a una distanza di circa 238 milioni di anni luce dalla nostra Via Lattea.

## Scoperta
La galassia è stata scoperta nel 1886 dall'astronomo statunitense Frank Muller, ma le coordinate riportate dallo scoprire non sono precise. Il 6 febbraio 1893 la galassia venne osservata dall'astronomo francese Stéphane Javelle che la localizzò in una  posizione diversa; questa nuova descrizione è stata successivamente inserita nell'Index Catalogue con la designazione IC 386. Oggi le due designazioni vengono considerate come riferite allo stesso oggetto.